# 콰이어트 플레이스 2
《콰이어트 플레이스 2》(영어: A Quiet Place: Part II)는 2021년 공개된 미국의 공포 영화이다. 존 크러진스키가 감독과 각본을 맡았으며, 2018년 영화 《콰이어트 플레이스》의 후속작이다. 후편은 콰이어트 플레이스가 오늘 아침에 개봉이 되었다
2020년 3월 8일, 뉴욕에서 월드 프리미어 시사회를 진행했다. 기존 2020년 3월 20일에 북미 개봉 예정이었으나, 코로나19 범유행으로 인해 개봉이 2021년 5월 28일로 연기되었다. 한국에는 2021년 6월 16일에 개봉했으며, 개봉과 동시에 한국 박스오피스 정상을 차지했다.

## 출연
- 에밀리 블런트 - 에블린 애벗 역
- 킬리언 머피 - 에밋 역
- 밀리센트 시먼스 - 리건 애벗 역
- 노아 주프 - 마커스 애벗 역
- 자이먼 혼수 - 섬의 남자 역
- 존 크러진스키 - 리 애벗 역
- 스쿠트 맥네리 - 부두의 남자 역
- 딘 우드워드 - 보 애벗 역
- 오키에리에테 오나오도완 - 로니 역

## 같이 보기
- 코로나19 범유행의 영화계 여파